# Storsjön, Gästrikland
För andra betydelser, se Storsjön, Gästrikland (olika betydelser).
Storsjön är en sjö i Gävle kommun och Sandvikens kommun i Gästrikland och ingår i Gavleåns huvudavrinningsområde. Sjön är 9 meter djup[källa behövs], har en yta på 70,6 kvadratkilometer och befinner sig 62 meter över havet. Sjön avvattnas av vattendraget Gavleån. Vid provfiske har en stor mängd fiskarter fångats, bland annat abborre, björkna, braxen och gers.
Ett gammalt talesätt säger att sjön har "lika många öar som året har dagar" vilket inte ska tolkas bokstavligen, utan helt enkelt betyder att de är för många för att räknas (en mer exakt siffra torde ligga någonstans runt 150 stycken). Sjön är rik på gös. Storsjön är mestadels 2-5 meter djup men har ett maxdjup på 15 meter.
Det har funnits gamla källor som gjort gällande att Storsjön tidigare gått under namnet Odensjön. Detta kan möjligen bevisas genom en 1600-talskarta där Gavleån, som rinner genom Gävle, benämns Odensjöströmmen, där Odensjön strömmar ut. Storsjön har förbindelse med Gavleån ut i havet.

## Båttrafik
Redan under 1600-talet skedde järntransporter från Hofors bruk via en lastplats vid Kuppnäs över Näsbysjön, Broasån och Storsjön med järnroddare till Forsbacka. 1855 inköpte Hammarby bruk två ångbåtar, Nils Uhr för transporter på Ältebosjön och Ottnaren och Anders Uppström för transporter på Storsjön. Forsbacka Jernverk hade före 1863 flera segelfartyg för transporter till och från sina gårdar i Årsunda socken. Efter Storsjöns sänkning försvårades dock transporterna genom trängre farleder och Forsbacka införskaffade i stället mindre ångbåtar för dessa. 1869 invigdes slussen vid Gavelhyttan som möjliggjorde transporter från Storsjön upp till Hammarby. 1868 bildades Storsjö Ångslups AB och samma år inköptes ångslupen Figaro från Bergsunds Mekaniska Verkstad och sattes in i passagerartrafik på Storsjön under namnet Storsjön. 1876 inköptes ångslupen Emma som insattes på persontrafik på sjön men även skötte bogsering av malmpråmar från Sjöåsgruvan, fraktade sand till Lövåsens tegelbruk samt även transporterade kalk, ved och sandsten samt skötte timmerflottning. Samtidigt såldes ångslupen Storsjön till Gävle. 1889 var järnvägen Torestorp-Hammarby färdig och ångbåtstransporternas betydelse minskade. Den gamla Emma såldes 1904 att användas på sjön Amungen. Den ersattes då med en ny Emma som nylevererades från Brodins Mekaniska Verkstad i Gävle. 1932 upphörde Emmas transporter över sjön. Genom Sandvikens Segelsällskap räddades hon dock från att skrotas och finns ännu kvar i sjön.

## Fisk
Vid provfiske har följande fisk fångats i sjön:
| - Abborre - Björkna - Braxen - Gärs - Gädda - Gös - Karpfisk obestämd - Lake - Löja - Mört - Nors - Ruda - Ål - Öring - Sarv - Siklöja - Sutare - Vimma |

## Föreningar med anknytning till sjön
- Sandvikens segelsällskap SSS
- Föreningen Rädda Storsjön

## Badplatser
Vattenprover kommer att tas vid följande badplatser i Storsjön:
- Hedåsbadet, Sandviken
- Strandbaden, Årsunda.
- Sörtuttsbadet, Sandviken

## Delavrinningsområde
Storsjön ingår i delavrinningsområde (671779-155196) som SMHI kallar för Utloppet av Storsjön. Medelhöjden är 67 meter över havet och ytan är 149 kvadratkilometer. Räknas de 367 avrinningsområdena uppströms in blir den ackumulerade arean 2 168,02 kvadratkilometer. Avrinningsområdets utflöde Gavleån mynnar i havet. Avrinningsområdet består mestadels av skog (36 procent). Avrinningsområdet har 70,48 kvadratkilometer vattenytor vilket ger det en sjöprocent på 47,3 procent. Bebyggelsen i området täcker en yta av 10,37 kvadratkilometer eller 7 procent av avrinningsområdet.